# Статут Војводине
Статут Аутономне Покрајине Војводине је највиши правни акт Аутономне Покрајине Војводине. Садашњи Статут усвојен је 22. маја 2014. године од стране Скупштине Аутономне Покрајине Војводине. Статут Војводине мора бити сагласан са Уставом Србије.

## Одредбе Статута
Статутом је Аутономна Покрајина Војводина дефинисана као аутономна територијална заједница Републике Србије у којој грађани остварују право на покрајинску аутономију у складу са Уставом и законом. Аутономна покрајина Војводина је, према Статуту, неодвојиви део Републике Србије.
Статут је дефинисан као највиши правни акт АП Војводине који мора бити сагласан са Уставом и законом. Покрајинске скупштинске одлуке и други општи акти Скупштине морају бити у сагласности са Статутом.

### Равноправност
Грађани у АП Војводини равноправни су у остваривању својих права, без обзира на расу, пол, националну припадност, друштвено порекло, рођење, вероисповест, политичко или друго уверење, имовно стање, културу, језик, старост и психички или физички инвалидитет, у складу са Уставом и законом. Обавезна је и сразмерна заступљеност националних мањина у покрајинским органима и службама. Статутом је зајемчена и равноправност полова.

### Застава и грб
Статутом су дефинисани застава и грб АП Војводине.

### Административни центар
Град Нови Сад је административни центар АП Војводине у којем се налази седиште покрајинских органа.

### Покрајински органи
Органи АП Војводине су Покрајинска скупштина, Покрајинаска влада, Покрајинска управа и Покрајински заштитник грађана—Омбудсман.

### Службени језици
Поред српског језика и ћириличког писма, у органима АП Војводине у равноправној службеној употреби су и мађарски, словачки, хрватски, румунски и русински језик и њихова писма, у складу са законом.

### Надлежност
АП Војводина према статуту има надлежност у оснивању установа у области образовања, студентског и ученичког стандарда, науке, културе, физичке културе, здравствене заштите, социјалне заштите и у другим областима, у складу са законом.

### Финансирање
Статутом је прецизирано и финансирање АП Војводине. АП Војводина има буџет у коме се приказују сви расходи и приходи којима се финансирају надлежности АП Војводине. Буџет АП Војводине износи најмање 7% у односу на буџет Републике Србије. Три седмине буџета АП Војводине се, према Статуту, користе за финансирање капиталних расхода.

### Промена Статута
Предлог за промену Статута могу поднети: најмање једна трећина од укупног броја посланика, Покрајинска влада и најмање 40.000 бирача. О предлогу за промену Статута одлучује Скупштина двотрећинском већином гласова од укупног броја посланика. Ако Скупштина усвоји предлог за промену Статута, приступа се изради, односно разматрању акта о промени Статута. Скупштина утврђује предлог акта о промени Статута двотрећинском већином гласова од укупног броја посланика и доставља га Народној скупштини Републике Србије ради давања сагласности. Након добијања сагласности Народнe скупштини Републике Србије, Скупштина доноси акт о промени Статута двотрећинском већином гласова од укупног броја посланика.